# 8 кращих побачень
«8 кращих побачень» (рос. 8 лучших свиданий) — українсько-російський романтично-комедійний фільм, знятий російським режисером Марюсом Вайсбергом та вироблений Студією «Квартал-95». Фільм є продовженням стрічки «8 перших побачень» (2012) та «8 нових побачень» (2015). Сюжет фільму розвивається навколо успішного бізнесмена Микити, який дізнається, що він невиліковно хворий та вирішує відшукати того, хто піклуватиметься про його кохану жінку та дітей.
Прем'єра стрічки в Україні відбулась 3 березня 2016 року. Стрічка скандально-відома тим, що на момент виходу стрічки в український прокат студія-вирообник стрічки, «Студія Квартал 95», приховала факт україно-російської ко-продукції, та розрекламували фільм як виключно українського виробництва, хоча згодом українська громадськість дізналася що це була ко-продукція України та Росії.

## У ролях
- Володимир Зеленський
- Віра Брежнєва
- Володимир Єпіфанцев
- Євген Кошовий
- Степан Казанін
- Ангеліна Полікарпова
- Кирило Пащук
- Марія Горбань

## Скандали
Стрічка є ко-продукцією України та Росії. Хоча на момент виходу стрічки в український прокат студія-вирообник стрічки, «Студія Квартал 95», приховали факт ко-продукції України та Росії, та розрекламували фільм як виключно українського виробництва.
Ба більше, Держкіно України навіть видало фільму «8 кращих побачень» прокатне посвідчення, в якому країною-виробником була вказана виключно Україна, що було неправдою.